# Rapolano Terme
Rapolano Terme is een gemeente in de Italiaanse provincie Siena (regio Toscane) en telt 4932 inwoners (31-12-2004). De oppervlakte bedraagt 83,1 km², de bevolkingsdichtheid is 59 inwoners per km². In de gemeente ligt een deel van de Crete Senesi.

## Demografie
Rapolano Terme telt ongeveer 1969 huishoudens. Het aantal inwoners daalde in de periode 1991-2001 met 4,0% volgens cijfers uit de tienjaarlijkse volkstellingen van ISTAT.
| Jaar | Inwoneraantal |
| ---- | ------------- |
| 1991 | 4975          |
| 2001 | 4776          |

## Geografie
De gemeente ligt op ongeveer 334 m boven zeeniveau.
Rapolano Terme grenst aan de volgende gemeenten: Asciano, Bucine (AR), Castelnuovo Berardenga, Lucignano (AR), Monte San Savino (AR), Sinalunga, Trequanda.
Abbadia San Salvatore · Asciano · Buonconvento · Casole d'Elsa · Castellina in Chianti · Castelnuovo Berardenga · Castiglione d'Orcia · Cetona · Chianciano Terme · Chiusdino · Chiusi · Colle di Val d'Elsa · Gaiole in Chianti · Montalcino · Montepulciano · Monteriggioni · Monteroni d'Arbia · Monticiano · Murlo · Piancastagnaio · Pienza · Poggibonsi · Radda in Chianti · Radicofani · Radicondoli · Rapolano Terme · San Casciano dei Bagni · San Gimignano · San Giovanni d'Asso · San Quirico d'Orcia · Sarteano · Siena · Sinalunga · Sovicille · Torrita di Siena · Trequanda
1. ↑  https://demo.istat.it/?l=it.